# Diagonální kompozice

Diagonální metoda se čtyřmi půlicími čárami

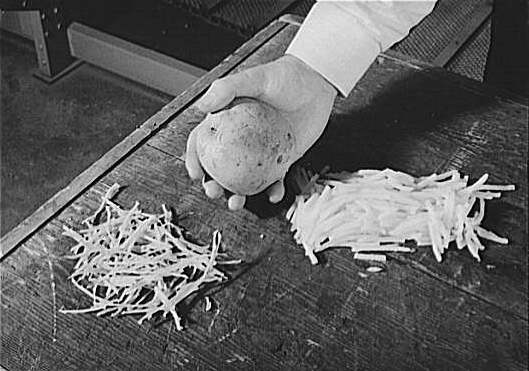
Diagonální kompozice, autor: FSA/OWI

Diagonální kompozice (úhlopříčná kompozice nebo diagonální metoda – DM) je kompoziční pravidlo ve fotografii, malbě a kreslení.

## Historie
Diagonální metodou se zabýval holandský fotograf a pedagog Edwin Westhoff pomocí vizuálních experimentů s cílem zjistit proč je pravidlo třetin tak nepřesné. Poté, co prozkoumal mnoho fotografií, obrazů a rytin, objevil, že silné body častokrát leží na diagonálách čtverce. Fotografie je obvykle pravoúhlý obraz o poměru 4:3 nebo 3:2, který je založen na čtyřech půlicích čárách. Z obrázku je zřejmé, že je oku diváka příjemné, nachází-li se objekt na těchto liniích.

## Teorie
Silné body jsou často umístěny na DM.
- Diagonála působí dynamicky jako zpomalení (stoupání) nebo zrychlení (klesání). Zvýrazní prostorovost snímku, případně neukončení – pokračování děje.

## Galerie

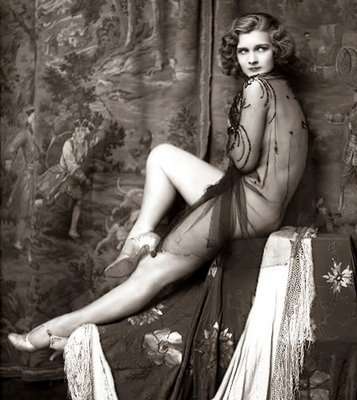
Alfred Cheney Johnston byl americký fotograf aktů a glamourových snímků modelek
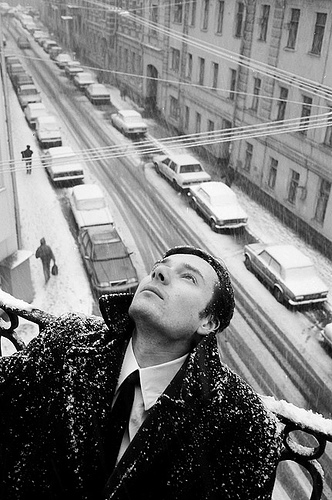
Igor Muchin: Vladimir Dubosarskij, Moskva 1992
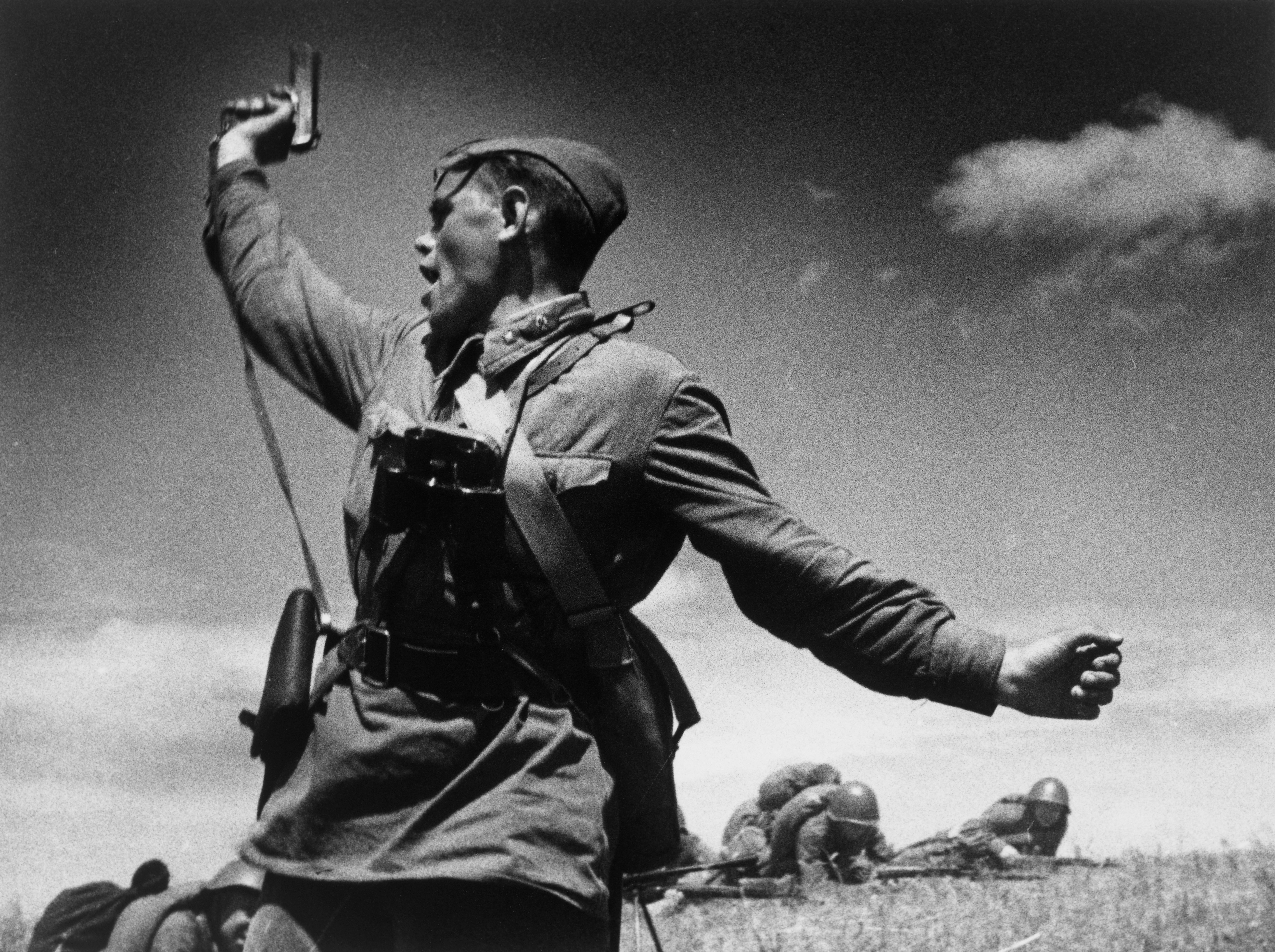
Max Alpert: Kombat, symbol Velké vlastenecké války, velitel praporu A. Jeremenko vede své vojáky do útoku, 12. června 1942, archiv RIA Novosti
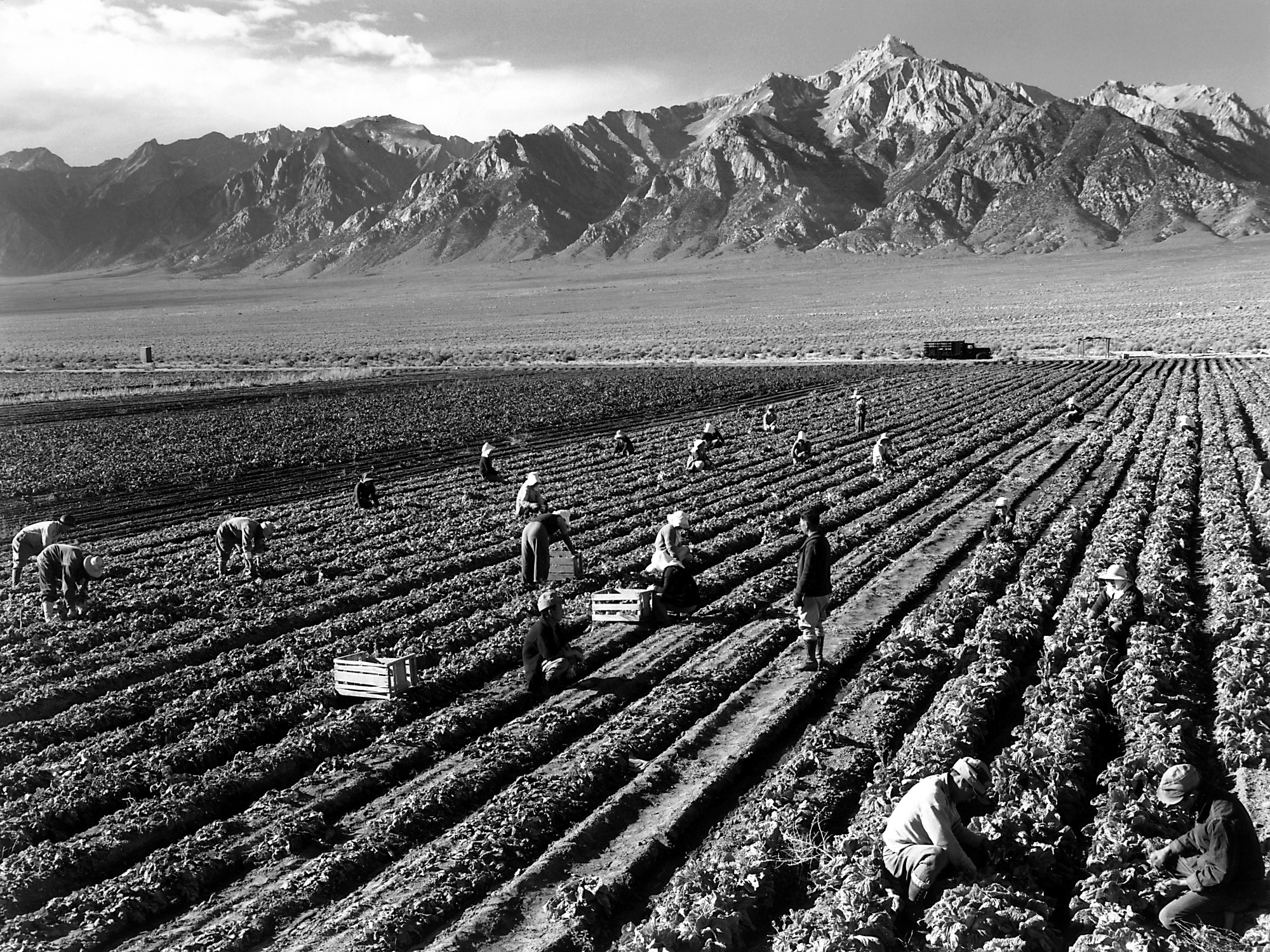
Diagonální linie zdůrazňují prostor; Ansel Adams: Farmáři a Mt. Williamson
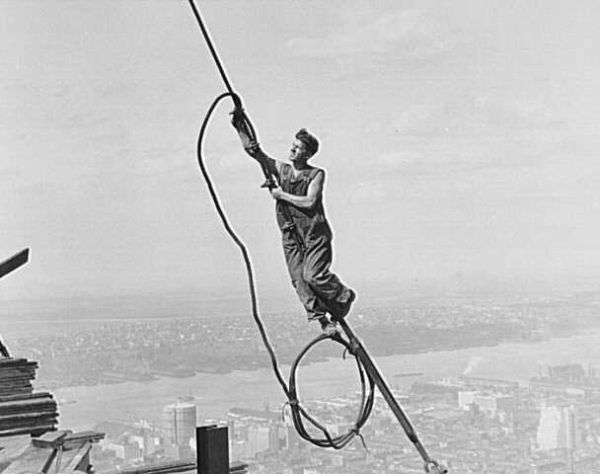
Lewis Hine: Dělník na stavbě, asi 1910
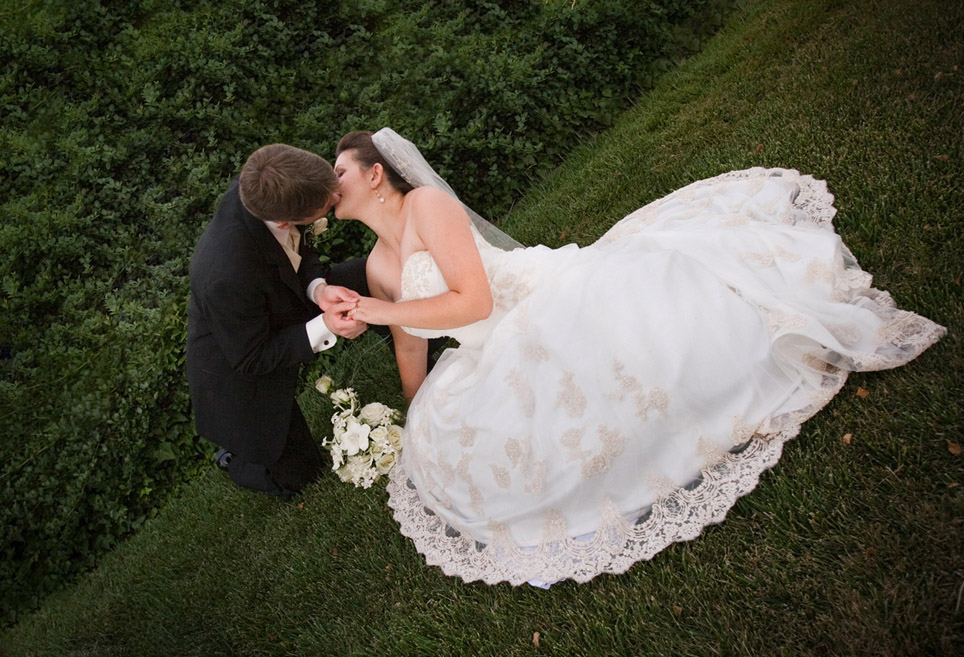
Svatební fotografie: diagonála podpořená natočením fotoaparátu k jedné straně
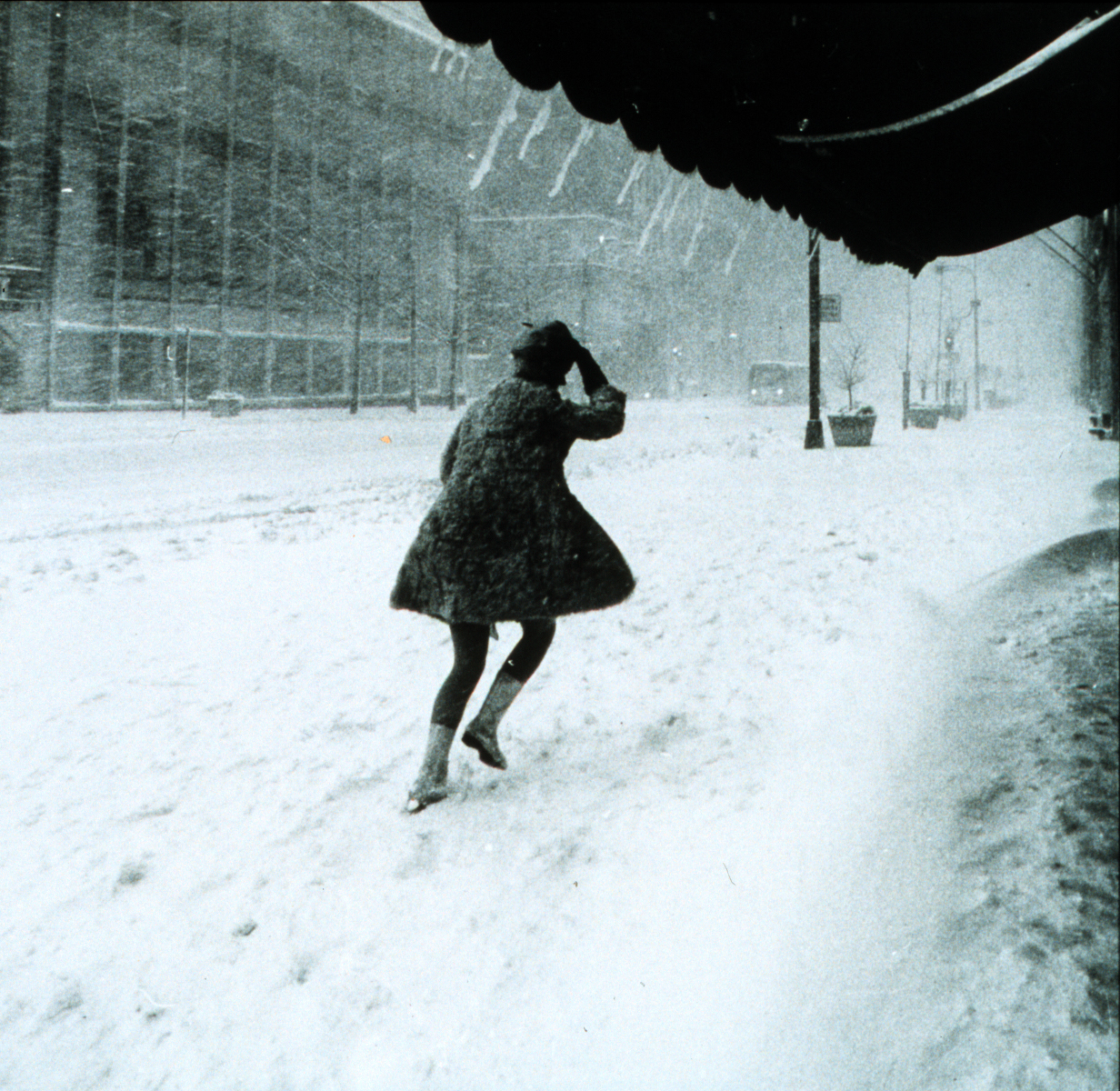
Úhlopříčná kompozice snímku se zachycením pravého okamžiku nakročení dívky
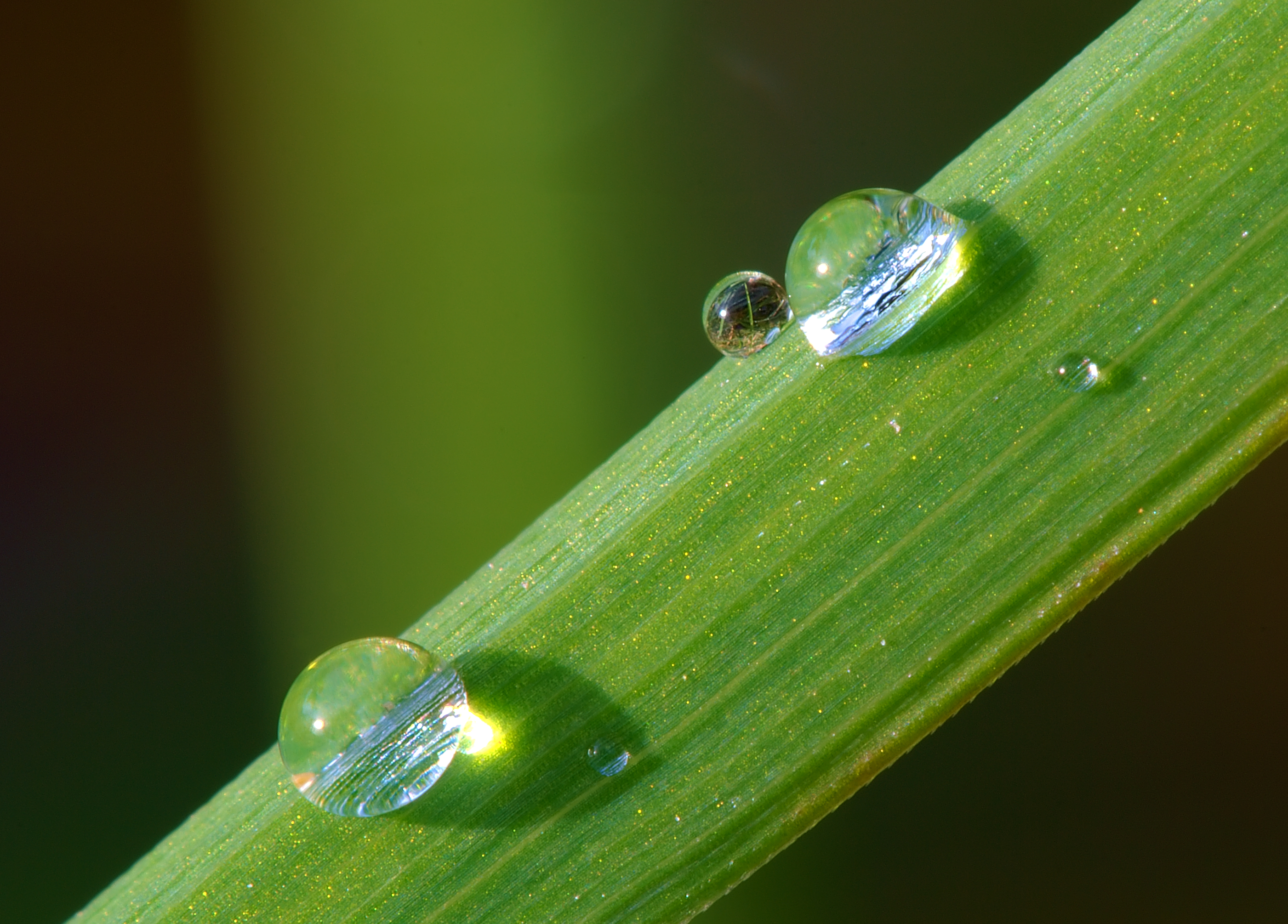
Linie listu nevychází přesně z levého dolního rohu a také přesně v horním pravém nekončí, ale je vždy mírně posunuta. Snímek se tím stává zajímavějším.
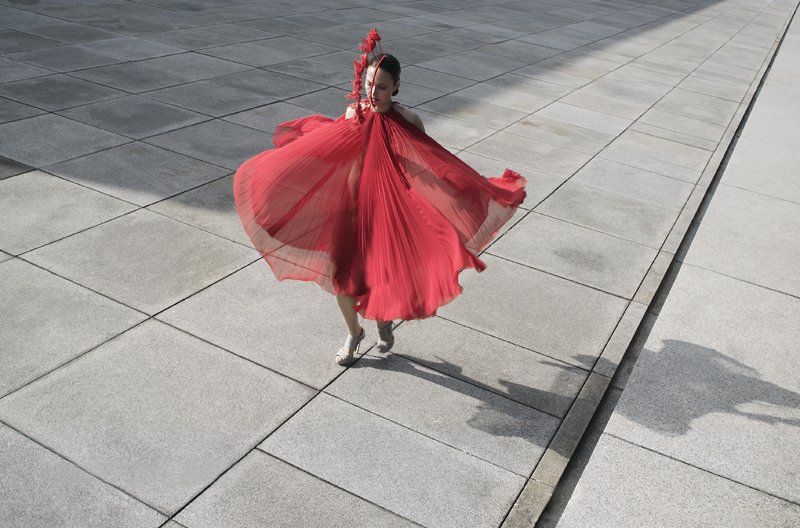
Michal Martychowiec: Módní fotografie kolekce Dawid Tomaszewski SS 2011
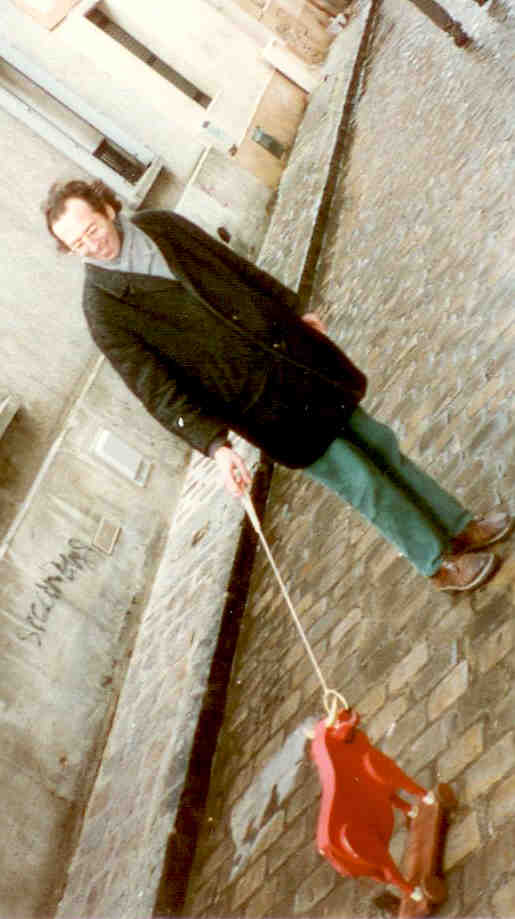
Natočení fotoaparátu musí být únosné pro diváka